# Nadine Keßler
Nadine Keßler, född 4 april 1988 i Landstuhl i Rheinland-Pfalz i Tyskland, är en tysk före detta fotbollsspelare. Hon spelade bland annat för VfL Wolfsburg och det tyska damlandslaget. Hon tilldelades Ballon d'Or, internationella fotbollsförbundets pris till bästa kvinnliga fotbollsspelare, år 2014.

## Landslagskarriär
Keßler debuterade i landslaget den 26 februari 2010 mot Finland i Algarve Cup. Hon blev inbytt i andra halvlek och gjorde sitt första landslagsmål i samma match.